# 2-й Карачаровский проезд
Второ́й Карача́ровский прое́зд (название утверждено 26 августа 1960 года) — проезд в Москве, на территории Нижегородского района Юго-Восточного административного округа.
Проезд проходит от Орехово-Зуевского проезда до безымянного проезда вдоль Симоновской железнодорожной ветки (Бойня — Перово) параллельно Чистопольской улице. Проезд заканчивается возле Карачаровского путепровода на Рязанском проспекте. Справа примыкает Бронницкая улица, слева — Бронницкий переулок. Нумерация домов начинается от Рязанского проспекта.

## Происхождение названия
Название проезда сохраняет имя бывшего села Карачарово, включённого в состав города Перово в 1938 году, а затем в состав Москвы в 1960 году.

## Транспорт

### Автобус
- м7, 766, 805 (остановка „станция метро «Стахановская»“)

### Железнодорожный транспорт
- Чухлинка — платформа Горьковского направления МЖД

### Метро
- Стахановская